# Фоміна Маргарита Михайлівна
Маргарита Михайлівна Фоміна (нар.. 19 серпня 1988, Дмитров, Московська область) — російська керлінгістка, заслужений майстер спорту Росії (2013), триразова чемпіонка Європи, учасниця зимових Олімпійських ігор 2010 і 2014 років, 5-разова чемпіонка Росії.

## Біографія
У дитинстві Маргарита Фоміна займалася фігурним катанням, але потім перейшла на керлінг в ЕШВСМ «Москвич». У складі різних команд клубу «Москвич» Фоміна чотири рази ставала чемпіонкою Росії.
З 2003 по 2010 роки виступала за молодіжну збірну Росії, в складі якої виграла золоті медалі світової першості 2006 року.
У грудні 2005 року Маргарита Фоміна в 17-річному віці дебютувала в національній збірній Росії і з цього часу незмінно входить до її складу. За цей час спортсменка взяла участь у двох Олімпійських іграх, 11 чемпіонатах світу, 10 чемпіонатах Європи, 5 зимових Універсіадах. 5 разів на цих найбільших міжнародних змаганнях вона ставала чемпіонкою і ще 9 разів вигравала срібні і бронзові медалі. З осені 2013 року — віце-скіп збірної.

## Досягнення

### Зі збірними
- Триразова чемпіонка Європи — 2006, 2012, 2015;
  - Срібний призер чемпионата Європи2014;
  - Бронзовий призер чемпионата Європи2011.
- Срібний призер чемпионата мира 2017;
  - Триразовий бронзовий призер чемпіонатів світу — 2014, 2015, 2016.
- Дворазова учасниця зимових Олімпійських ігор — 2010, 2014.
- Бронзовий призер фінального етапу Кубка світу з керлінгу 2018/2019.
- Дворазова чемпіонка зимових Універсіад у складі студентської збірної Росії — 2013, 2015;
  - Дворазовий срібний призер зимових Універсіад — 2007, 2011;
  - Бронзовий призер зимової Універсіади 2009.
- Чемпіонка світу серед молодіжних команд 2006.

### З клубами
- 5-кратна чемпіонка Росії — 2006, 2011, 2013, 2015, 2016.
  - 6-кратний срібний призер чемпіонатів Росії— 2005, 2007, 2008, 2009, 2010, 2012.
  - дворазовий бронзовий призер чемпіонатів Росії — 2014, 2017.

## Нагороди
- Заслужений майстер спорту Росії.
- Подяка Президента Російської Федерації (24 грудня 2013 року) — за високі спортивні досягнення на XXVI Всесвітній зимовій Універсіаді 2013 року у місті Трентіно (Італія)
- Почесна грамота Міністерства спорту Російської Федерації (4 грудня 2015) — за успішний виступ спортивної збірної команди Російської Федерації на чемпіонаті Європи з керлінгу в місті Есбьерг, Данія)[2].